# Revol
"Revol" é uma canção da banda britânica de rock Manic Street Preachers, lançada em agosto de 1994 como o segundo single do álbum The Holy Bible, lançado no mesmo ano. A música é uma composição dos quatro integrantes do grupo.
Geralmente classificada como hard rock, punk rock e post-punk, teve suas letras escritas por Nicky e Richey. Os versos citam nomes de personalidades controvérsias na história da humanidade. A música geralmente é considerada uma espécie de autobiografia de Richey, que substituiu relacionamentos amorosos e sexuais frustrados pelos nomes históricos. Nicky, por sua vez, não sabe exatamente as motivações de Edwards e o real significado da canção.
Inicialmente, o vocalista James Dean Bradfield foi um forte crítico da mixagem britânica da faixa, considerando, mais tarde, que a mixagem norte-americana do disco deixou a canção mais agradável ao seu gosto.
O single alcançou a 22ª posição nas paradas britânicas.

## Faixas
CD single 1
1. "Revol" – 3:07
2. "Too Cold Here" – 3:35
3. "You Love Us" (Original Heavenly Version) – 4:27
4. "Love's Sweet Exile" (Bangkok Live) – 3:05

CD single 2
1. "Revol" – 3:07
2. "Drug Drug Druggy" (Live) – 3:27
3. "Roses in the Hospital" (Live) – 4:46
4. "You Love Us" (Live) – 3:04

## Ficha técnica
- James Dean Bradfield - vocais, guitarra
- Nicky Wire - baixo
- Sean Moore - bateria
- Richey Edwards - guitarra base